# Демидово (Шекснинский район)
Демидово — деревня в Шекснинском районе Вологодской области.
Входит в состав сельского поселения Железнодорожного, с точки зрения административно-территориального деления — в Железнодорожный сельсовет.
Расстояние по автодороге до районного центра Шексны — 18 км, до центра муниципального образования Пачи — 13 км. Ближайшие населённые пункты — Берендюха, Пашнец, Соколье.
По переписи 2002 года население — 131 человек (58 мужчин, 73 женщины). Преобладающая национальность — русские (98 %).